# Jaguar XK150
Jaguar XK150 er en sportsvogn, der blev produceret af Jaguar mellem 1957 og 1961 som en efterfølger til XK140.
Oprindeligt var den kun tilgængelig fixed head coupé (FHC) og drophead coupé (DHC) versioner. Roadster-modellen uden det fulde vejr-udstyr, der havde påbegyndt XK-linjen, blev først langsere tsom the XK150 OTS (åben to-sæders) i 1958. Der blev installeret nogle meget små bagsæder i coupé-versionen. Den åbne to-sæders udgave fik de første vinduer der kunne rulles op og ned.